# Pettinellis
Pettinellis (también llamada Los Pettinellis y recientemente renovados a Álvaro Henríquez y Pettinellis) es una banda de rock procedente de Chile, liderada por Álvaro Henríquez, creada durante el receso de la banda Los Tres, de la cual Henríquez es vocalista y guitarrista. Durante su primer período de vida la banda lanzó dos álbumes, participó en la banda sonora de la película chilena Sexo con amor y compuso varios sencillos que se convirtieron en éxito nacional.
El nombre Pettinelli viene del apellido materno de Álvaro Henríquez.

## Historia

### 2001-2004: primera etapa
En 2000, el grupo Los Tres se disolvió temporalmente, y el guitarrista y vocalista Álvaro Henríquez se propuso armar un nuevo proyecto. Ese mismo año formó Pettinellis, junto a Camilo Salinas en los teclados y acordeón, Nicolás Torres en la batería y Cristián Espiñeira en el bajo, quien salió de la banda y fue reemplazado por Pedro Araneda. El nombre de la banda procede del apellido materno de Henríquez.
En 2001, la banda coopera en el álbum tributo a Violeta Parra, Después de vivir un siglo, con el tema "Y arriba quemando el sol". En 2002, se edita su disco homónimo, que consiguió el disco de oro. Del álbum se extraen cuatro sencillos: «Hospital», «Ch bah puta la wea», «Un hombre muerto en el ring» y «No hables tanto».
El sonido del grupo es caracterizado por las composiciones íntimas de Álvaro Henríquez (hay un tema dedicado a su madre y uno a su padre fallecido, y el disco está dedicado «a la partida de Fidel y a la llegada de Olivia», su primera hija), y el sonido de teclados prominentes aportado por Camilo Salinas.[cita requerida]
En 2003 el grupo realizó la banda sonora de la película chilena Sexo con amor, y en febrero de 2004, se presentan en el Festival de Viña del Mar, ganando 2 antorchas y 2 gaviotas. Junto con eso, sacan el disco Pettinellis (Edición Especial), que es el disco debut de la banda con algunos bonus tracks y un DVD.
A inicios de abril, Henríquez expulsó a Torres, y Salinas abandonó el grupo en «solidaridad». Como reemplazo para las giras de junio y julio entró Marcelo Caterrufo en la batería, y Raúl Morales y Rodolfo Henríquez como músicos invitados en el piano y acordeón.
Sin embargo, Pettinellis terminó por separarse y Álvaro Henríquez continuó con el desarrollo de su carrera como solista. Salinas, entre otros proyectos, trabajaría como músico de acompañamiento en conciertos de la facción "histórica" de Inti-Illimani Histórico (la encabezada por su padre, Horacio Salinas), mientras que Torres se encargaría de su banda Silvestre. Por su parte, Cristián Espiñeira creó un nuevo proyecto llamado Yeti.

### 2009-2013: reuniones esporádicas
En septiembre del 2009, Henríquez anunció un regreso puntual de Pettinellis para la edición La Yein Fonda de ese año, esta vez con Sebastián Cabib en el bajo, Manuel Basualto en la batería y Joselo Osses en los teclados como banda de apoyo. Henríquez explicó que el regreso se debió a sus ganas de volver a tocar las canciones del grupo, y su mánager no descartó que pudieran hacer más presentaciones después.
En septiembre del año siguiente, Pettinellis se presentó en el Club Amanda y tocó de vuelta en La Yein Fonda, ahora con Rodolfo Henríquez en el acordeón. En septiembre de 2011, la formación se volvió a presentar en varias ocasiones para celebrar los diez años de Pettinellis, esta vez con Leo Saavedra en los teclados.
En marzo de 2012, Pettinellis volvió a ser un cuarteto con la salida de Rodolfo y el regreso de Osses en teclados. En noviembre, Pettinellis se encargó de cerrar la edición de ese año de La Cumbre del Rock Chileno, ahora nuevamente con Saavedra en teclados, y con Pablo Freire en bajo y Boris Ramírez en batería, todos miembros del grupo Primavera de Praga. En mayo de 2013, la formación se repitió para un concierto en el Teatro Caupolicán. Al ser consultado sobre grabar nuevo material con ellos, Henríquez dijo «también. El otro día estábamos probando y dan ganas, podría ser de más. Con ellos sí».

### 2022-presente: regreso y nuevo material
En 2022 la banda vuelve a reunirse, lanzando su segundo disco de estudio "Pettinellis II" y agendando una serie de fechas en Chile.

## Miembros
| Miembros actuales - Álvaro Henríquez – voz, guitarra (2001-presente) - Paolo Murillo – guitarra (2022-presente) - Sebastián Cabib – bajo (2009-2012, 2022-presente) - Maximiliano del Canto – batería (2024-presente) - Paul Cortés-Monroy – teclados (2022-presente) | Otros miembros - Cristián Espiñeira – bajo (2001) - Pedro Arraneda – bajo (2002-2004) - Nicolás Torres – batería (2001-2004) - Marcelo Cuturrufo – batería (2004) - Manuel Basualto – batería (2009-2012) - Boris Ramírez – batería (2022-2023) - Camilo Salinas – teclados, acordeón (2001-2004) - Raúl Morales – teclados (2004) - Joselo Osses – teclados (2009-2010, 2012) - Leo Saavedra – teclados (2011) - Rodolfo Henríquez – acordeón (2004, 2011) |

1. 1 2 3 4 5 6  Como músico en vivo.

## Discografía
| Álbumes de estudio - 2002: Pettinellis Álbumes compilatorios - 2022: Pettinellis II Bandas sonoras - 2001: Estadio Nacional - 2003: Sexo con amor | Sencillos - 2002: «Hospital» - 2002: «Ch bah puta la güeá» - 2002: «Un hombre muerto en el ring» - 2002: «No hables tanto» - 2003: «Sexo con amor» - 2003: «Niña» - 2023: «Caballo sin dueño» Otras participaciones - 2001: Después de vivir un siglo - 2001: La Yein Fonda II - 2004: Rock & Rejas. Sonidos desde la cárcel - 2005: Allende: El sueño existe |